# ساري قميش (أختاتشي محالي)
ساري قميش (بالفارسية: ساروقامیش) هي قرية تقع في إيران في أذربيجان الغربية. يقدر عدد سكانها بـ 943 نسمة .